# Gustavo Ferrareis
Gustavo Henrique Ferrareis (ur. 2 stycznia 1996 w Lençóis Paulista) – brazylijski piłkarz pochodzenia włoskiego występujący na pozycji bocznego obrońcy lub bocznego pomocnika, od 2021 roku zawodnik meksykańskiej Puebli.